# 66. Grammy-gála
A 66. Grammy-gálát 2024. február 4-én rendezték, a Crypto.com Arena stadionban, Los Angeles városában. 2022. október 1. és 2023. szeptember 15. között kiadott zenei felvételeket díjaztak. Negyedjére volt az este házigazdája Trevor Noah.
A jelöléseket 2023. november 10-én jelentették be, a legtöbbet SZA kapta, kilencet, akit Victoria Monét, Phoebe Bridgers (szóló és a Boygenius tagjaként) és Serban Ghenea követett héttel. Monét két éves lánya, Hazel, lett a Grammy-díj történetének legfiatalabb jelöltje, mivel közreműködő előadóként szerepelt anyja Hollywood című dalán.
Bridgers nyerte le a legtöbb díjat, négyet, a második helyen SZA, Monét és Killer Mike voltak (3). Taylor Swift lett az első előadó, aki az Év albuma díjat négyszer is elnyerte, míg Serban Ghenea, hangmérnök, ötre növelte díjai számát a kategóriában. A Boygenius megnyerte a Legjobb rockdal, a Legjobb rockteljesítmény és a Legjobb alternatív zenei album díjakat, míg Bridgers magáénak tudhatja a Legjobb popduó vagy -együttes teljesítmény elismerést. Swift Midnights című albuma nyerte az Év albuma, Miley Cyrus Flowers dala nyerte az Év felvétele, Billie Eilish és Finneas O’Connel What Was I Made For? dala pedig az Év dala díjakat. Az év új előadója Victoria Monét lett.

## Háttér

### Kategóriaváltozások
- Három új kategóriát adtak a létezőkhöz: Legjobb afrikai zenei teljesítmény, Legjobb alternatív jazzalbum, Legjobb pop-dance felvétel – így már 94 van.[1]
- Az év nem klasszikus producere és a Legjobb nem klasszikus dalszerző kategóriák átkerültek az általános csoportba.
- Az általános kategóriák jelöltjeit tízről nyolcra csökkentették.
- Legjobb improvizált jazz szóló kategória át lett nevezve Legjobb jazzteljesítmény névre.

### Kategóriacsoportok változása
A létező kategóriák csoportjait huszonhatról tizenegyre csökkentették (az általános kategóriákat beleértve 12).
1. Pop, dance és elektronikus
2. Rock, metal és alternatív
3. R&B, rap, költészet
4. Jazz, hagyományos pop, kortárs hangszeres és színház
5. Country és amerikai roots
6. Gospel/Kortárs keresztény zene
7. Latin, világi, afrikai, reggae és new age
8. Gyermekzene, komédia, narráció, történetmesélés és vizuális média
9. Csomagolás és zenetörténeti felvételek
10. Zeneszerzés, hangszerelés és utómunka
11. Komolyzene

## Győztesek és jelöltek

### Általános

#### Az év felvétele
- Flowers – Miley Cyrus
  - Kid Harpoon és Tyler Johnson, producerek; Michael Pollack, Brian Rajaratnam és Mark Spike Stent, keverők/hangmérnökök; Joe LaPorta, maszterelés
- Worship – Jon Batiste
  - Jon Batiste, Jon Bellion, Pete Nappi és Tenroc, producerek; Serban Ghenea és Pete Nappi, keverők/hangmérnökök; Chris Gehringer, maszterelés
- Not Strong Enough – Boygenius
  - Boygenius és Catherine Marks, producerek; Owen Lantz, Catherine Marks, Mike Mogis, Bobby Mota, Kaushlesh Garry Purohit és Sarah Tudzin, keverők/hangmérnökök; Pat Sullivan, maszterelés
- What Was I Made For? – Billie Eilish
  - Billie Eilish és Finneas, producerek; Billie Eilish, Rob Kinelski és Finneas, keverők/hangmérnökök; Chris Gehringer, maszterelés
- On My Mama – Victoria Monét
  - Deputy, Dernst Emile II és Jeff Gitelman, producerek; Patrizio Pigliapoco és Todd Robinson, keverők/hangmérnökök; Colin Leonard, maszterelés
- Vampire – Olivia Rodrigo
  - Dan Nigro, producer; Serban Ghenea, Michael Harris, Chris Kasych, Dan Nigro és Dan Viafore, keverők/hangmérnökök; Randy Merrill, maszterelés
- Anti-Hero – Taylor Swift
  - Jack Antonoff és Taylor Swift, producerek; Jack Antonoff, Serban Ghenea, Laura Sisk és Lorenzo Wolff, keverők/hangmérnökök; Randy Merrill, maszterelés
- Kill Bill – SZA
  - Rob Bisel és Carter Lang, producerek; Rob Bisel, keverő/hangmérnök; Dale Becker, maszterelés.

#### Az év albuma
- Midnights – Taylor Swift
  - Jack Antonoff és Taylor Swift, producerek; Jack Antonoff, Zem Audu, Serban Ghenea, David Hart, Mikey Freedom Hart, Sean Hutchinson, Ken Lewis, Michael Riddleberger, Laura Sisk és Evan Smith, hangmérnökök/keverők; Jack Antonoff és Taylor Swift, dalszerzők; Randy Merrill, maszterelés
- World Music Radio – Jon Batiste
  - Jon Batiste, Jon Bellion, Nick Cooper, Pete Nappi és Tenroc, producerek; Jon Batiste, Pete Nappi, Kaleb Rollins, Laura Sisk és Marc Whitmore, hangmérnökök/keverők; Jon Batiste, Jon Bellion, Jason Cornet és Pete Nappi, dalszerzők; Chris Gehringer, maszterelés
- The Record – Boygenius
  - Boygenius és Catherine Marks, producerek; Owen Lantz, Will Maclellan, Catherine Marks, Mike Mogis, Bobby Mota, Kaushlesh Purohit és Sarah Tudzin, hangmérnökök/keverők; Julien Baker, Phoebe Bridgers és Lucy Dacus, dalszerzők; Pat Sullivan, maszterelés
- Endless Summer Vacation – Miley Cyrus
  - Kid Harpoon, Tyler Johnson és Mike Will Made It, producerek; Pièce Eatah, Craig Frank, Paul David Hager, Stacy Jones, Brian Rajaratnam és Mark Stent, hangmérnökök/keverők; Miley Cyrus, Gregory Aldae Hein, Thomas Hull, Tyler Johnson, Michael Len Williams II és Michael Pollack, dalszerzők; Joe LaPorta, maszterelés
- Did You Know That There’s a Tunnel Under Ocean Blvd – Lana Del Rey
  - Jack Antonoff, Zach Dawes, Lana Del Rey és Drew Erickson, producerek; Jack Antonoff, Michael Harris, Dean Reid és Laura Sisk, hangmérnökök/keverők; Jack Antonoff, Lana Del Rey és Mike Hermosa, dalszerzők; Ruairi O’Flaherty, maszterelés
- The Age of Pleasure – Janelle Monáe
  - Sensei Bueno, Nate Wonder és Nana Kwabena, producerek; Mick Guzauski, Nate Rocket Wonder, Jayda Love, Janelle Monáe és Yáng Tan, hangmérnökök/keverők; Jarrett Goodly, Nathaniel Irvin III, Janelle Monáe Robinson és Nana Kwabena Tuffuor, dalszerzők; Dave Kutch, maszterelés
- Guts – Olivia Rodrigo
  - Dan Nigro, producer; Serban Ghenea, Sterling Laws, Mitch McCarthy, Dan Nigro, Dave Schiffman, Mark Stent, Sam Stewart és Dan Viafore, hangmérnökök/keverők; Dan Nigro és Olivia Rodrigo, dalszerzők; Randy Merrill, maszterelés
- SOS – SZA
  - Rob Bisel, ThankGod4Cody és Carter Lang, producerek; Rob Bisel, hangmérnök/keverő; Rob Bisel, Cody Fayne, Carter Lang & Solána Rowe, dalszerzők; Dale Becker, maszterelés

#### Az év dala
- What Was I Made For?
  - Billie Eilish O’Connell és Finneas O’Connell, dalszerzők (Billie Eilish)
- A&W
  - Jack Antonoff, Lana Del Rey és Sam Dew, dalszerzők (Lana Del Rey)
- Anti-Hero
  - Jack Antonoff és Taylor Swift, dalszerzők (Taylor Swift)
- Butterfly
  - Jon Batiste és Dan Wilson, dalszerzők (Jon Batiste)
- Dance the Night
  - Caroline Ailin, Dua Lipa, Mark Ronson és Andrew Wyatt, dalszerzők (Dua Lipa)
- Flowers
  - Miley Cyrus, Gregory Aldae Hein és Michael Pollack, dalszerzők (Miley Cyrus)
- Kill Bill
  - Rob Bisel, Carter Lang és Solána Rowe, dalszerzők (SZA)
- Vampire
  - Dan Nigro és Olivia Rodrigo, dalszerzők (Olivia Rodrigo)

#### Legjobb új előadó
- Victoria Monét
  - Gracie Abrams
  - Fred Again
  - Ice Spice
  - Jelly Roll
  - Coco Jones
  - Noah Kahan
  - The War and Treaty

#### Az év producere, nem klasszikus
- Jack Antonoff
  1. Being Funny in a Foreign Language (The 1975) (A)
  2. Did You Know That There’s a Tunnel Under Ocean Blvd (Lana Del Rey) (A)
  3. Midnights (Taylor Swift) (A)
- Dernst D’Mile Emile II
  1. JAGUAR II (Victoria Monét) (A)
- Hit-Boy
  1. Bus Stop (Don Toliver, Brent Faiyaz közreműködésével) (SZ)
  2. Just Face It (Dreamville, Blxst-vel) (SZ)
  3. King’s Disease III (Nas) (A)
  4. Magic 3 (Nas) (A)
  5. Magic 2 (Nas) (A)
  6. Slipping Into Darkness (Hit-Boy és a The Alchemist) (K)
  7. Surf or Drown Vol. 1 (Hit-Boy) (A)
  8. Surf or Drown Vol. 2 (Hit-Boy) (A)
  9. Victims & Villains (Musiq Soulchild és Hit-Boy) (A)
- Metro Boomin
  1. Am I Dreaming (Metro Boomin, Roisee és A$AP Rocky közreműködésével) (K)
  2. Calling (Metro Boomin, NAV, A Boogie Wit Da Hoodie és Swae Lee közreműködésével) (K)
  3. Creepin’ (Metro Boomin, 21 Savage és The Weeknd közreműködésével) (K)
  4. More M’s (Drake és 21 Savage) (K)
  5. Oh U Went (Young Thug, Drake közreműködésével) (K)
  6. Superhero (Heroes & Villains) (Metro Boomin, Future és Chris Brown) (K)
  7. Til Further Notice (Travis Scott, James Blake és 21 Savage közreműködésével) (K)
  8. Trance (Metro Boomin, Travis Scott és Young Thug közreműködésével) (K)
  9. War Bout It (Lil Durk, 21 Savage közreműködésével) (K)
- Dan Nigro
  1. Casual (Chappell Roan) (K)
  2. Divide (Dermot Kennedy) (K)
  3. Guts (Olivia Rodrigo) (A)
  4. Hot To Go! (Chappell Roan) (K)
  5. Kaleidoscope (Chappell Roan) (K)
  6. Red Wine Supernova (Chappell Roan) (K)
  7. Welcome to My Island (Caroline Polachek) (K)

#### Az év dalszerzője, nem klasszikus
- Theron Thomas
  1. All My Life (Lil Durk, J. Cole közreműködésével) (K)
  2. Been Thinking (Tyla) (K)
  3. Cheatback (Chlöe és Future) (SZ)
  4. How We Roll (Ciara és Chris Brown) (K)
  5. Make Up Your Mind (Cordae) (K)
  6. Pretty Girls Walk (Big Boss Vette) (K)
  7. Seven (Jungkook és Latto) (K)
  8. Told Ya (Chlöe és Missy Elliott) (SZ)
  9. You and I (Sekou) (SZ)
- Edgar Barrera
  1. Cuestion de Tiempo (Don Omar) (SZ)
  2. Falsa Alarma (En Vivo) (Grupo Firme) (SZ)
  3. Gucci Los Paños (Karol G) (SZ)
  4. La Despedida (Christian Nodal) (SZ)
  5. Mi Ex Tenía Razón (Karol G) (SZ)
  6. Que Vuelvas (Több előadó) (SZ)
  7. Un Cumbión Dolido (Christian Nodal) (SZ)
  8. un x100to (Grupo Frontera és Bad Bunny) (SZ)
  9. Yo Pr1mero (Rels B) (K)
- Jessie Jo Dillon
  1. Buried (Brandy Clark) (SZ)
  2. Girl in the Mirror (Megan Moroney) (SZ)
  3. Halfway to Hell (Jelly Roll) (SZ)
  4. I Just Killed a Man (Catie Offerman) (K)
  5. Memory Lane (Old Dominion) (K)
  6. Neon Cowgirl (Dan + Shay) (SZ)
  7. screen (HARDY) (SZ)
  8. The Town In Your Heart (Lori McKenna) (SZ)
  9. Up Above the Clouds (Cecilia’s Song) (Brandy Clark) (SZ)
- Shane McAnally
  1. Come Back to Me (Brandy Clark) (K)
  2. Good With Me (Walker Hayes) (K)
  3. He’s Never Gunna Change (Lauren Daigle) (K)
  4. I Should Have Married You (Old Dominion) (K)
  5. Independently Owned (Alex Newell és a Shucked szereposztása) (K)
  6. Never Grow Up (Niall Horan) (K)
  7. Start Nowhere (Sam Hunt) (K)
  8. Walmart (Sam Hunt) (K)
  9. We Don’t Fight Anymore (Carly Pearce és Chris Stapleton) (K)
- Justin Tranter
  1. Gemini Moon (Reneé Rapp) (SZ)
  2. Honey! (Are U Coming?) (Måneskin) (K)
  3. I Want More (Marisa Davila és a Grease: A Pink Ladies felemelkedése szereposztása) (K)
  4. Jersey (Baby Tate) (K)
  5. A Little Bit Happy (TALK) (K)
  6. Pretty Girls (Reneé Rapp) (K)
  7. River (Miley Cyrus) (K)

### Pop, dance és elektronikus

#### Legjobb szóló popteljesítmény
- Flowers – Miley Cyrus
  - Paint the Town Red – Doja Cat
  - What Was I Made For? – Billie Eilish
  - Vampire – Olivia Rodrigo
  - Anti-Hero – Taylor Swift

#### Legjobb popduó vagy -együttes teljesítmény
- Ghost in the Machine – SZA, Phoebe Bridgers közreműködésével
  - Thousand Miles – Miley Cyrus, Brandi Carlile közreműködésével
  - Candy Necklace – Lana Del Rey, Jon Batiste közreműködésével
  - Never Felt So Alone – Labrinth, Billie Eilish közreműködésével
  - Karma – Taylor Swift, Ice Spice közreműködésével

#### Legjobb popalbum
- Midnights – Taylor Swift
  - Chemistry – Kelly Clarkson
  - Endless Summer Vacation – Miley Cyrus
  - Guts – Olivia Rodrigo
  - – – Ed Sheeran

#### Legjobb dance/elektronikus felvétel
- Rumble – Skrillex, Fred Again és Flowdan
  - Beam, Elley Duhé, Fred Again és Skrillex, producerek; Skrillex, keverés
- Blackbox Life Recorder 21F – Aphex Twin
  - Richard D James, producer; Richard D James, keverés
- Loading – James Blake
  - James Blake és Dom Maker, producerek; James Blake, keverés
- Higher Than Ever Before – Disclosure
  - Cirkut, Guy Lawrence és Howard Lawrence, producerek; Guy Lawrence, keverés
- Strong – Romy és Fred Again
  - Fred Again, Stuart Price és Romy, producerek; Fred Again & Stuart Price, keverés

#### Legjobb dance/elektronikus album
- Actual Life 3 (January 1 – September 9 2022) – Fred Again
  - Playing Robots into Heaven – James Blake
  - For That Beautiful Feeling – The Chemical Brothers
  - Kx5 – Kx5
  - Quest for Fire – Skrillex

#### Legjobb pop-dance felvétel
- Padam Padam – Kylie Minogue
  - Lostboy, producer; Guy Massey, keverés
- Baby Don’t Hurt Me – David Guetta, Anne-Marie és Coi Leray
  - Johnny Goldstein, Toby Green, David Guetta és Mike Hawkins, producerek; Serban Ghenea, keverés
- Miracle – Calvin Harris, Ellie Goulding közreműködésével
  - Burns és Calvin Harris, producerek; Calvin Harris, keverés
- One in a Million – Bebe Rexha és David Guetta
  - Burns és David Guetta, producerek; Serban Ghenea, keverés
- Rush – Troye Sivan
  - Styalz Fuego, Novodor és Zhone, producerek; Alex Ghenea, keverés

### Rock, metal és alternatív

#### Legjobb rockteljesítmény
- Not Strong Enough – Boygenius
  - Sculptures of Anything Goes – Arctic Monkeys
  - More than a Love Song – Black Pumas
  - Rescued – Foo Fighters
  - Lux Æterna – Metallica

#### Legjobb metalteljesítmény
- 72 Seasons – Metallica
  - Bad Man – Disturbed
  - Phantom of the Opera – Ghost
  - Hive Mind – Slipknot
  - Jaded – Spiritbox

#### Legjobb rockdal
- Not Strong Enough – Julien Baker, Phoebe Bridgers és Lucy Dacus, dalszerzők (Boygenius)
  - Angry – Mick Jagger, Keith Richards és Andrew Watt, dalszerzők (The Rolling Stones)
  - Ballad of a Homeschooled Girl – Dan Nigro és Olivia Rodrigo, dalszerzők (Olivia Rodrigo)
  - Emotion Sickness – Dean Fertita, Josh Homme, Michael Shuman, Jon Theodore és Troy Van Leeuwen, dalszerzők (Queens of the Stone Age)
  - Rescued – Dave Grohl, Rami Jaffee, Nate Mendel, Chris Shiflett és Pat Smear, dalszerzők (Foo Fighters)

#### Legjobb rockalbum
- This Is Why – Paramore
  - But Here We Are – Foo Fighters
  - Starcatcher – Greta Van Fleet
  - 72 Seasons – Metallica
  - In Times New Roman... – Queens of the Stone Age

#### Legjobb alternatív zenei teljesítmény
- This Is Why – Paramore
  - Belinda Says – Alvvays
  - Body Paint – Arctic Monkeys
  - Cool About It – Boygenius
  - A&W – Lana Del Rey

#### Legjobb alternatív zenei album
- The Record – Boygenius
  - The Car – Arctic Monkeys
  - Did You Know That There’s a Tunnel Under Ocean Blvd – Lana Del Rey
  - Cracker Island – Gorillaz
  - I Inside the Old Year Dying – PJ Harvey

### R&B, rap, költészet

#### Legjobb R&B-teljesítmény
- ICU – Coco Jones
  - Summer Too Hot – Chris Brown
  - Back to Love – Robert Glasper, Sir és Alex Isley közreműködésével
  - How Does It Make You Feel – Victoria Monét
  - Kill Bill – SZA

#### Legjobb hagyományos R&B-teljesítmény
- Good Morning – PJ Morton, Susan Carol közreműködésével
  - Simple – Babyface, Coco Jones közreműködésével
  - Lucky – Kenyon Dixon
  - Hollywood – Victoria Monét, Earth, Wind & Fire és Hazel Monét közreműködésével
  - Love Language – SZA

#### Legjobb R&B-dal
- Snooze – Kenny B. Edmonds, Blair Ferguson, Khris Riddick-Tynes, Solána Rowe és Leon Thomas, dalszerzők (SZA)
  - Angel – Halle Bailey, Theron Feemster és Coleridge Tillman, dalszerzők (Halle Bailey)
  - Back to Love – Darryl Andrew Farris, Robert Glasper és Alex Isley, dalszerzők (Robert Glasper, Sir és Alex Isley közreműködésével)
  - ICU – Darhyl Camper Jr., Courtney Jones, Raymond Komba és Roy Keisha Rockette, dalszerzők (Coco Jones)
  - On My Mama – Dernst Emile II, Jeff Gitelman, Victoria Monét, Kyla Moscovich, Jamil Pierre és Charles Williams, dalszerzők (Victoria Monét)

#### Legjobb R&B-album
- SOS – SZA
  - Since I Have a Lover – 6lack
  - The Love Album: Off the Grid – Diddy
  - Nova – Terrace Martin és James Fauntleroy
  - The Age of Pleasure – Janelle Monáe

#### Legjobb progresszív R&B-album
- Jaguar II – Victoria Monét
  - Girls Night Out – Babyface
  - What I Didn’t Tell You (Deluxe) – Coco Jones
  - Special Occasion – Emily King
  - Clear 2: Soft Life (középlemez) – Summer Walker

#### Legjobb rapteljesítmény
- Scientists & Engineers – Killer Mike, André 3000, Future és Eryn Allen Kane közreműködésével
  - The Hillbillies – Baby Keem, Kendrick Lamar közreműködésével
  - Love Letter – Black Thought
  - Rich Flex – Drake és 21 Savage
  - Players – Coi Leray

#### Legjobb dallamos rapteljesítmény
- All My Life – Lil Durk, J. Cole közreműködésével
  - Sittin’ on Top of the World – Burna Boy, 21 Savage közreműködésével
  - Attention – Doja Cat
  - Spin Bout U – Drake és 21 Savage
  - Low – SZA

#### Legjobb rapdal
- Scientists & Engineers – Andre Benjamin, Paul Beauregard, James Blake, Michael Render, Tim Moore és Dion Wilson, dalszerzők (Killer Mike, André 3000, Future és Eryn Allen Kane közreműködésével)
  - Attention – Rogét Chahayed, Amala Zandile Dlamini és Ari Starace, dalszerzők (Doja Cat)
  - Barbie World – Isis Naija Gaston, Ephrem Louis Lopez Jr. & Onika Maraj, dalszerzők (Nicki Minaj és Ice Spice, az Aqua közreműködésével)
  - Just Wanna Rock – Mohamad Camara, Symere Woods és Javier Mercado, dalszerzők (Lil Uzi Vert)
  - Rich Flex – Brytavious Chambers, Isaac Zac De Boni, Aubrey Graham, J. Gwin, Anderson Hernandez, Michael Finatik Mule és Shéyaa Bin Abraham-Joseph, dalszerzők (Drake és 21 Savage)

#### Legjobb rapalbum
- Michael – Killer Mike
  - Her Loss – Drake és 21 Savage
  - Heroes & Villains – Metro Boomin
  - King’s Disease III – Nas
  - UTOPIA – Travis Scott

#### Legjobb költészeti album
- The Light Inside – J. Ivy
  - A-You’re Not Wrong B-They’re Not Either: The Fukc-It Pill Revisited – Queen Sheba
  - For Your Consideration’24 – The Album – Prentice Powell és Shawn William
  - Grocery Shopping with My Mother – Kevin Powell
  - When The Poems Do What They Do – Aja Monet

### Jazz, hagyományos pop, kortárs hangszeres és színház

#### Legjobb jazzteljesítmény
- Tight – Samara Joy
  - Movement 18’ (Heroes) – Jon Batiste
  - Basquiat – Lakecia Benjamin
  - Vulnerable (Live) – Adam Blackstone, a The Baylor Project és Russell Ferranté közreműködésével
  - But Not For Me – Fred Hersch és Esperanza Spalding

#### Legjobb jazzalbum
- How Love Begins – Nicole Zuraitis
  - For Ella 2 – Patti Austin, a Gordon Goodwin’s Big Phat Band közreműködésével
  - Alive at the Village Vanguard – Fred Hersch és Esperanza Spalding
  - Lean In – Gretchen Parlato és Lionel Loueke
  - Mélusine – Cécile McLorin Salvant

#### Legjobb hangszeres jazzalbum
- The Winds of Change – Billy Childs
  - The Source – Kenny Barron
  - Phoenix – Lakecia Benjamin
  - Legacy: The Instrumental Jawn – Adam Blackstone
  - Dream Box – Pat Metheny

#### Legjobb jazz nagyegyüttes album
- Basie Swings The Blues – The Count Basie Orchestra, Scotty Barnhart rendezésében
  - The Chick Corea Symphony Tribute – Ritmo – ADDA Simfònica, Josep Vicent, Emilio Solla
  - Dynamic Maximum Tension – Darcy James Argue’s Secret Society
  - Olympians – Vince Mendoza és a Metropole Orkest
  - The Charles Mingus Centennial Sessions – Mingus Big Band

#### Legjobb latin jazzalbum
- El Arte del Bolero Vol. 2 – Miguel Zenón és Luis Perdomo
  - Quietude – Eliane Elias
  - My Heart Speaks – Ivan Lins, a Tblisi Symphony Orchestrával
  - Vox Humana – Bobby Sanabria Multiverse Big Band
  - Cometa – Luciana Souza és Trio Corrente

#### Legjobb alternatív jazzalbum
- The Omnichord Real Book – Meshell Ndegeocello
  - Love in Exile – Arooj Aftab, Vijay Iyer, Shahzad Ismaily
  - Quality Over Opinion – Louis Cole
  - SuperBlue: The Iridescent Spree – Kurt Elling, Charlie Hunter, SuperBlue
  - Live at the Piano – Cory Henry

#### Legjobb hagyományos popalbum
- Bewitched – Laufey
  - To Steve with Love: Liz Callaway Celebrates Sondheim – Liz Callaway
  - Pieces of Treasure – Rickie Lee Jones
  - Holidays Around the World – Pentatonix
  - Only the Strong Survive – Bruce Springsteen
  - Sondheim Unplugged (The NYC Sessions), Vol. 3 – Több előadó

#### Legjobb kortárs hangszeres album
- As We Speak – Béla Fleck, Zakir Hussain, Edgar Meyer, Rakesh Chaurasia közreműködésével
  - On Becoming – House of Waters
  - Jazz Hands – Bob James
  - The Layers – Julian Lage
  - All One – Ben Wendel

#### Legjobb musicalalbum
- Van, aki forrón szereti – Christian Borle, J. Harrison Ghee, Adrianna Hicks és NaTasha Yvette Williams, fő vokalista; Mary-Mitchell Campbell, Bryan Carter, Scott M. Riesett, Charlie Rosen és Marc Shaiman, producerek; Scott Wittman, dalszövegíró; Marc Shaiman, zeneszerző és dalszövegíró (az eredeti Broadway-szereposztás)
  - Kimberly Akimbo – Victoria Clark, fő vokalista; John Clancy, David Stone és Jeanine Tesori, producerek; Jeanine Tesori, zeneszerző; David Lindsay-Abaire, dalszövegíró (az eredeti Broadway-szereposztás)
  - Parade – Micaela Diamond, Alex Joseph Grayson, Jake Pedersen és Ben Platt, fő vokalista; Jason Robert Brown és Jeffrey Lesser, producerek; Jason Robert Brown, zeneszerző és dalszövegíró (2023-as Broadway-szereposztás)
  - Shucked – John Behlmann, Andrew Durand, Caroline Innerbichler és Alex Newell, fő vokalista; Brandy Clark, Jason Howland, Shane McAnally és Billy Jay Stein, producerek; Brandy Clark és Shane McAnally, zeneszerző/dalszövegírók (az eredeti Broadway-szereposztás)
  - Sweeney Todd, a Fleet Street démoni borbélya – Annaleigh Ashford és Josh Groban, fő vokalista; Thomas Kail és Alex Lacamoire, producerek; Stephen Sondheim, zeneszerző és dalszövegíró (2023-as Broadway-szereposztás)

### Country és amerikai roots

#### Legjobb szóló countryteljesítmény
- White Horse – Chris Stapleton
  - In Your Love – Tyler Childers
  - Buried – Brandy Clark
  - Fast Car – Luke Combs
  - The Last Thing on My Mind – Dolly Parton

#### Legjobb countryduó vagy -csoport teljesítmény
- I Remember Everything – Zach Bryan, Kacey Musgraves közreműködésével
  - High Note – Dierks Bentley, Billy Strings közreműködésével
  - Nobody’s Nobody – Brothers Osborne
  - Kissing Your Picture (Is So Cold) – Vince Gill és Paul Franklin
  - Save Me – Jelly Roll és Lainey Wilson
  - We Don’t Fight Anymore – Carly Pearce, Chris Stapleton közreműködésével

#### Legjobb countrydal
- White Horse – Chris Stapleton és Dan Wilson, dalszerzők (Chris Stapleton)
  - Buried – Brandy Clark és Jessie Jo Dillon, dalszerzők (Brandy Clark)
  - I Remember Everything – Zach Bryan és Kacey Musgraves, dalszerzők (Zach Bryan, Kacey Musgraves közreműködésével)
  - In Your Love – Tyler Childers és Geno Seale, dalszerzők (Tyler Childers)
  - Last Night – John Byron, Ashley Gorley, Jacob Kasher Hindlin és Ryan Vojtesak, dalszerzők (Morgan Wallen)

#### Legjobb countryalbum
- Bell Bottom Country – Lainey Wilson
  - Rolling Up the Welcome Mat – Kelsea Ballerini
  - Brothers Osborne – Brothers Osborne
  - Zach Bryan – Zach Bryan
  - Rustin’ in the Rain – Tyler Childers

#### Legjobb amerikai roots-teljesítmény
- Eve Was Black – Allison Russell
  - Butterfly – Jon Batiste
  - Heaven Help Us All – The Blind Boys of Alabama
  - Inventing the Wheel – Madison Cunningham
  - You Louisiana Man – Rhiannon Giddens

#### Legjobb americana-album
- Dear Insecurity – Brandy Clark, Brandi Carlile közreműködésével
  - Friendship – The Blind Boys of Alabama
  - Help Me Make It Through the Night – Tyler Childers
  - King of Oklahoma – Jason Isbell és a 400 Unit
  - The Returner – Allison Russell

#### Legjobb amerikai roots-dal
- Cast Iron Skillet – Jason Isbell, dalszerző (Jason Isbell és a 400 Unit)
  - Blank Page – Michael Trotter Jr. és Tanya Trotter, dalszerzők (The War and Treaty)
  - California Sober – Aaron Allen, William Apostol és Jon Weisberger, dalszerzők (Billy Strings, Willie Nelson közreműködésével)
  - Dear Insecurity – Brandy Clark és Michael Pollack, dalszerzők (Brandy Clark, Brandi Carlile közreműködésével)
  - The Returner – Drew Lindsay, JT Nero és Allison Russell, dalszerzők (Allison Russell)

#### Legjobb americana-album
- Weathervanes – Jason Isbell és a 400 Unit
  - Brandy Clark – Brandy Clark
  - The Chicago Sessions – Rodney Crowell
  - You’re the One – Rhiannon Giddens
  - The Returner – Allison Russell

#### Legjobb bluegrassalbum
- City of Gold – Molly Tuttle és a Golden Highway
  - Radio John: Songs of John Hartford – Sam Bush
  - Lovin’ of the Game – Michael Cleveland
  - Mighty Poplar – Mighty Poplar
  - Bluegrass – Willie Nelson
  - Me/And/Dad – Billy Strings

#### Legjobb hagyományos bluesalbumért
- All My Love for You – Bobby Rush
  - Ridin’ – Eric Bibb
  - The Soul Side of Sipp – Mr. Sipp
  - Life Don’t Miss Nobody – Tracy Nelson
  - Teardrops for Magic Slim Live at Rosa’s Lounge – John Primer

#### Legjobb kortárs bluesalbumért
- Blood Harmony – Larkin Poe
  - Death Wish Blues – Samantha Fish és Jesse Dayton
  - Healing Time – Ruthie Foster
  - Live in London – Christone Ingram
  - LaVette! – Bettye LaVette

#### Legjobb folkalbum
- Joni Mitchell at Newport – Joni Mitchell
  - Traveling Wildfire – Dom Flemons
  - I Only See the Moon – The Milk Carton Kids
  - Celebrants – Nickel Creek
  - Jubilee – Old Crow Medicine Show
  - Seven Psalms – Paul Simon
  - Folkocracy – Rufus Wainwright

#### Legjobb regionális roots zenei album
- New Beginnings – Buckwheat Zydeco Jr. és a The Legendary Ils Sont Partis Band
- Live: Orpheum Theater Nola – Lost Bayou Ramblers és a Louisiana Philharmonic Orchestra
  - Live at the 2023 New Orleans Jazz & Heritage Festival – Dwayne Dopsie és a The Zydeco Hellraisers
  - Made in New Orleans – New Breed Brass Band
  - Too Much to Hold – New Orleans Nightcrawlers
  - Live at the Maple Leaf – The Rumble featuring Chief Joseph Boudreaux Jr.

### Gospel/Kortárs keresztény zene

#### Legjobb gospelteljesítmény vagy -dal
- All Things – Kirk Franklin
  - Kirk Franklin, dalszerző
- God Is Good – Stanley Brown, Hezekiah Walker, Kierra Sheard és Karen Clark Sheard közreműködésével
  - Stanley Brown, Karen V Clark Sheard, Kaylah Jiavanni Harvey, Rodney Jerkins, Elyse Victoria Johnson, J Drew Sheard II, Kierra Valencia Sheard és Hezekiah Walker, dalszerzők
- Feel Alright (Blessed) – Erica Campbell
  - Erica Campbell, Warryn Campbell, William Weatherspoon, Juan Winans és Marvin L. Winans, dalszerzők
- Lord Do It for Me (Live) – Zacardi Cortez
  - Marcus Calyen, Zacardi Cortez és Kerry Douglas, dalszerzők
- God Is – Melvin Crispell III

#### Legjobb kortárs keresztény zenei teljesítmény vagy -dal
- Your Power – Lecrae és Tasha Cobbs Leonard
- Believe – Blessing Offor
  - Hank Bentley és Blessing Offor, dalszerzők
- Firm Foundation (He Won’t) [Live] – Cody Carnes
- Thank God I Do – Lauren Daigle
  - Lauren Daigle és Jason Ingram, dalszerzők
- Love Me Like I Am – for KING & COUNTRY, Jordin Sparks közreműködésével
- God Problems – Maverick City Music, Chandler Moore és Naomi Raine
  - Daniel Bashta, Chris Davenport, Ryan Ellis és Naomi Raine, dalszerzők

#### Legjobb gospelalbum
- All Things New: Live in Orlando – Tye Tribbett
  - I Love You – Erica Campbell
  - Hymns (Live) – Tasha Cobbs Leonard
  - The Maverick Way – Maverick City Music
  - My Truth – Jonathan McReynolds

#### Legjobb kortárs keresztény zenei album
- Church Clothes 4 – Lecrae
  - My Tribe – Blessing Offor
  - Emanuel – Da’ T.R.U.T.H.
  - Lauren Daigle – Lauren Daigle
  - I Believe – Phil Wickham

#### Legjobb roots gospelalbum
- Echoes of the South – Blind Boys of Alabama
  - Tribute to the King – The Blackwood Brothers Quartet
  - Songs That Pulled Me Through the Tough Times – Becky Isaacs Bowman
  - Meet Me at the Cross – Brian Free & Assurance
  - Shine: The Darker the Night the Brighter the Light – Gaither Vocal Band

### Latin, világi, afrikai, reggae és new age

#### Legjobb latinpop album
- X Mí (Vol. 1) – Gaby Moreno
  - La Cuarta Hoja – Pablo Alborán
  - Beautiful Humans, Vol. 1 – AleMor
  - A Ciegas – Paula Arenas
  - La Neta – Pedro Capó
  - Don Juan – Maluma

#### Legjobb música urbana album
- Mañana Será Bonito – Karol G
  - Saturno – Rauw Alejandro
  - Data – Tainy

#### Legjobb latinrock vagy alternatív album
- Vida Cotidiana – Juanes
- De Todas las Flores – Natalia Lafourcade
  - MARTÍNEZ – Cabra
  - Leche de Tigre – Diamante Eléctrico
  - EADDA9223 – Fito Páez

#### Legjobb regionális mexikói- vagy tejanoalbum
- Génesis – Peso Pluma
  - Bordado a Mano – Ana Bárbara
  - La Sánchez – Lila Downs
  - Motherflower – Flor de Toloache
  - Amor Como en las Películas de Antes – Lupita Infante

#### Legjobb tropikus latinalbum
- Siembra: 45° Aniversario (En Vivo en el Coliseo de Puerto Rico, 14 de Mayo 2022) – Rubén Blades, Roberto Delgado & Orquesta
  - Voy a Ti – Luis Figueroa
  - Niche Sinfónica – Grupo Niche és az Orquesta Sinfónica Nacional de Colombia
  - Vida – Omara Portuondo
  - Mimy & Tony – Tony Succar, Mimy Succar
  - Escalona Nunca se Había Grabado Así – Carlos Vives

#### Legjobb világzenei teljesítmény
- Pashto – Béla Fleck, Zakir Hussain, Edgar Meyer, Rakesh Chaurasia közreműködésével
  - Shadow Forces – Arooj Aftab, Vijay Iyer és Shahzad Ismaily
  - Alone – Burna Boy
  - FEEL – Davido
  - Milagro y Desastre – Silvana Estrada
  - Abundance in Millets – Falu és Gaurav Shah, Narendra Modi közreműködésével
  - Todo Colores – Ibrahim Maalouf, Cimafunk és a Tank and the Bangas közreműködésével

#### Legjobb afrikai zenei teljesítmény
- Water – Tyla
  - Amapiano – Asake és Olamide
  - City Boys – Burna Boy
  - Unavailable – Davido, Musa Keys közreműködésével
  - Rush – Ayra Starr

#### Legjobb világzenei album
- This Moment – Shakti
  - Epifanías – Susana Baca
  - History – Bokanté
  - I Told Them... – Burna Boy
  - Timeless – Davido

#### Legjobb reggae-album
- Colors of Royal – Julian Marley és Antaeus
  - Born for Greatness – Buju Banton
  - Simma – Beenie Man
  - Cali Roots Riddim 2023 – Collie Buddz
  - No Destroyer – Burning Spear

#### Legjobb new age-, ambient- vagy énekalbum
- So She Howls – Carla Patullo, Tonality és a Scorchio Quartet közreműködésével
  - Aquamarine – Kirsten Agresta-Copely
  - Moments of Beauty – Omar Akram
  - Some Kind of Peace (Piano Reworks) – Ólafur Arnalds
  - Ocean Dreaming Ocean – David Darling és Hans Christian

### Gyermekzene, komédia, narráció, történetmesélés és vizuális média

#### Legjobb gyerekzenei album
- 123 Andrés – We Grow Together Preschool Songs
  - Andrew & Polly – Ahhhhh!
  - Pierce Freelon és Nnenna Freelon – Ancestars
  - DJ Willy Wow! – Hip Hope For Kids!
  - Uncle Jumbo – Taste The Sky

#### Legjobb komédiai album
- What’s In a Name? – Dave Chappelle
  - I Wish You Would – Trevor Noah
  - I’m an Entertainer – Wanda Sykes
  - Selective Outrage – Chris Rock
  - Someone You Love – Sarah Silverman

#### Legjobb hangoskönyv, narráció vagy történetmesélő felvétel
- The Light We Carry: Overcoming in Uncertain Times – Michelle Obama
  - Big Tree – Meryl Streep
  - Boldly Go: Reflections on a Life of Awe and Wonder – William Shatner
  - The Creative Act: A Way of Being – Rick Rubin
  - It’s OK to Be Angry About Capitalism – Bernie Sanders

#### Legjobb válogatásalbum vizuális médiához
- Barbie the Album – Több előadó
  - Aurora – Daisy Jones & the Six
  - Black Panther: Wakanda Forever – Több előadó
  - Guardians of the Galaxy, Vol. 3: Awesome Mix, Vol. 3 – Több előadó
  - Weird: The Al Yankovic Story – “Weird Al” Yankovic

#### Legjobb eredeti filmzene
- Oppenheimer – Ludwig Göransson
  - A Fabelman család – John Williams
  - Indiana Jones és a sors tárcsája – John Williams
  - Black Panther: Wakanda Forever – Ludwig Göransson
  - Barbie – Mark Ronson és Andrew Wyatt

#### Legjobb videójáték- és interakítv média-zene
- Star Wars Jedi: Survivor – Stephen Barton és Gordy Haab
  - Call of Duty: Modern Warfare II – Sarah Schachner
  - God of War Ragnarök – Bear McCreary
  - Hogwarts Legacy – Peter Murray, J Scott Rakozy és Chuck Myer
  - Stray Gods: The Roleplaying Musical – Jess Serro, Tripod és Austin Wintory

#### Legjobb vizuális médiához szerzett dal
- What Was I Made For? (Barbie)
  - Billie Eilish O’Connell és Finneas O’Connell, dalszerzők (Billie Eilish)
- Dance the Night (Barbie)
  - Caroline Ailin, Dua Lipa, Mark Ronson és Andrew Wyatt, dalszerzők (Dua Lipa)
- Barbie World (Barbie)
  - Isis Naija Gaston, Ephrem Louis Lopez Jr. és Onika Maraj, dalszerzők (Nicki Minaj és Ice Spice, az Aqua közreműködésével)
- Lift Me Up (Fekete Párduc 2.)
  - Ryan Coogler, Ludwig Göransson, Robyn Fenty és Temilade Openiyi, dalszerzők (Rihanna)
- I’m Just Ken (Barbie)
  - Mark Ronson és Andrew Wyatt, dalszerzők (Ryan Gosling)

#### Legjobb videóklip
- I’m Only Sleeping – (The Beatles)
  - Em Cooper, rendező; Jonathan Clyde, Sophie Hilton, Sue Loughlin és Laura Thomas, producerek
- In Your Love – Tyler Childers
  - Bryan Schlam, rendező; Kacie Barton, Silas House, Nicholas Robespierre, Ian Thornton és Whitney Wolanin, producerek
- What Was I Made For? – Billie Eilish
  - Billie Eilish, rendező; Michelle An, Chelsea Dodson és David Moore, producerek
- Count Me Out – Kendrick Lamar
  - Dave Free és Kendrick Lamar, rendezők; Jason Baum és Jamie Rabineau, producerek
- Rush – Troye Sivan
  - Gordon von Steiner, rendező; Kelly McGee, producer

#### Legjobb zenei film
- Moonage Daydream – David Bowie
  - Brett Morgen, rendező és producer
- How I’m Feeling Now – Lewis Capaldi
  - Joe Pearlman, rendező; Sam Bridger, Isabel Davis és Alice Rhodes, producerek
- Live From Paris, The Big Steppers Tour – Kendrick Lamar
  - Mike Carson, Dave Free és Mark Ritchie, rendezők; Cornell Brown, Debra Davis, Jared Heinke és Jamie Rabineau, producerek
- I Am Everything – (Little Richard)
  - Lisa Cortés, rendező; Caryn Capotosto, Lisa Cortés, Robert Friedman és Liz Yale Marsh, producerek
- Dear Mama – (Tupac Shakur)
  - Allen Hughes, rendező; Joshua Garcia, Loren Gomez, James Jenkins és Stef Smith, producerek

### Csomagolás és zenetörténeti felvételek

#### Legjobb történelmi album
- Written in Their Soul: The Stax Songwriter Demos
  - Robert Gordon, Deanie Parker, Cheryl Pawelski, Michele Smith és Mason Williams, válogatásproducerek; Michael Graves, maszterelő hangmérnök; Michael Graves, restauráló hangmérnök (Több előadó)
- Fragments – Time Out of Mind Sessions (1996–1997): The Bootleg Series, Vol. 17
  - Steve Berkowitz és Jeff Rosen, válogatásproducerek; Steve Addabbo, Greg Calbi, Steve Fallone, Chris Shaw és Mark Wilder, maszterelő hangmérnökök (Bob Dylan)
- The Moaninest Moan of Them All: The Jazz Saxophone of Loren McMurray, 1920–1922
  - Colin Hancock, Meagan Hennessey és Richard Martin, válogatásproducerek; Richard Martin, maszterelő hangmérnök; Richard Martin, restauráló hangmérnök (Több előadó)
- Playing for the Man at the Door: Field Recordings from the Collection of Mack McCormick, 1958–1971
  - Jeff Place és John Troutman, válogatásproducerek; Randy LeRoy és Charlie Pilzer, maszterelő hangmérnökök; Mike Petillo és Charlie Pilzer, restauráló hangmérnökök (Több előadó)
- Words & Music, May 1965 – Deluxe Edition
  - Laurie Anderson, Don Fleming, Jason Stern, Matt Sulllivan és Hal Willner, válogatásproducerek; John Baldwin, maszterelő hangmérnök; John Baldwin, restauráló hangmérnök (Lou Reed)

#### Legjobb albumjegyzetek
- Written in Their Soul: The Stax Songwriter Demos
  - Robert Gordon és Deanie Parker, albumjegyzet-szerzők (Több előadó)
- Evenings at The Village Gate: John Coltrane with Eric Dolphy (Live)
  - Ashley Kahn, albumjegyzet-szerző (John Coltrane és Eric Dolphy)
- I Can Almost See Houston: The Complete Howdy Glenn
  - Scott B. Bomar, albumjegyzet-szerző (Howdy Glenn)
- Mogadishu’s Finest: The Al Uruba Sessions
  - Vik Sohonie, albumjegyzet-szerző (Iftin Band)
- Playing for the Man at the Door: Field Recordings from the Collection of Mack McCormick, 1958–1971
  - Jeff Place és John Troutman, albumjegyzet-szerzők (Több előadó)

#### Legjobb csomagolás
- Stumpwork
  - Luke Brooks és James Theseus Buck, művészeti igazgatók (Dry Cleaning)
- The Art of Forgetting
  - Caroline Rose, művészeti igazgató (Caroline Rose)
- Cadenza 21’
  - Cseng Hszing-Huj, művészeti igazgató (Ensemble Cadenza 21’)
- Electrophonic Chronic
  - Perry Shall, művészeti igazgató (The Arcs)
- Gravity Falls
  - iam8bit, művészeti igazgató (Brad Breeck)
- Migration
  - Yu Wei, művészeti igazgató (Leaf Yeh)

#### Legjobb dobozolt és különleges kiadású csomagolás
- For The Birds: The Birdsong Project
  - Jeri Heiden és John Heiden, művészeti igazgató (Több előadó)
- The Collected Works of Neutral Milk Hotel
  - Jeff Mangum, Daniel Murphy és Mark Ohe, művészeti igazgatók (Neutral Milk Hotel)
- Gieo
  - Duy Dao, művészeti igazgató (Ngọt)
- Inside: Deluxe Box Set
  - Bo Burnham és Daniel Calderwood, művészeti igazgatók (Bo Burnham)
- Words & Music, May 1965 – Deluxe Edition
  - Masaki Koike, művészeti igazgató (Lou Reed)

### Zeneszerzés, hangszerelés és utómunka

#### Az év klasszikus producere
- Elaine Martone
  1. Ascenso (Santiago Cañón-Valencia) (A)
  2. Berg: Three Pieces From Lyric Suite; Strauss: Suite From Der Rosenkavalier (Franz Welser-Möst és a Cleveland Orchestra) (A)
  3. Between Breaths (Third Coast Percussion) (A)
  4. Difficult Grace (Seth Parker Woods) (A)
  5. Man Up / Man Down (Constellation Men’s Ensemble) (A)
  6. Prokofiev: Symphony No. 5 (Franz Welser-Möst és a Cleveland Orchestra) (A)
  7. Rachmaninoff & Gershwin: Transcriptions By Earl Wild (John Wilson) (A)
  8. Sirventés - Music From The Iranian Female zeneszerzős Association (Brian Thornton, Katherine Bormann, Alicia Koelz, Eleisha Nelson, Amahl Arulanadam és Nathan Petipas) (A)
  9. Walker: Antifonys; Lilacs; Sinfonias Nos. 4 & 5 (Franz Welser-Möst és a Cleveland Orchestra) (A)
- David Frost
  1. The American Project (Yuja Wang, Teddy Abrams, Louisville Orchestra) (A)
  2. Arc II - Ravel, Brahms, Shostakovich (Orion Weiss) (A)
  3. Blanchard: Champion (Yannick Nézet-Séguin, Latonia Moore, Ryan Speedo Green, Eric Owens, Stephanie Blythe és a Metropolitan Opera Chorus & Orchestra) (A)
  4. Contemporary American zeneszerzős (Riccardo Muti és a Chicago Symphony Orchestra) (A)
  5. The Guitar Player (Mattias Schulstad) (A)
  6. Mysterium (Anne Akiko Meyers, Grant Gershon és a Los Angeles Master Chorale) (A)
  7. Verdi: Rigoletto (Daniele Rustioni, Piotr Beczala, Quinn Kelsey, Rosa Feola, Varduhi Abrahamyan, Andrea Mastroni és a Metropolitan Opera Chorus & Orchestra) (A)
- Morten Lindberg
  1. An Old Hall Ladymass (Catalina Vicens és a Trio Mediæval) (A)
  2. Thoresen: Lyden Av Arktis – La Terra Meravigliosa (Christian Kluxen és az Arktisk Filharmoni) (A)
  3. The Trondheim Concertos (Sigurd Imsen és a Baroque Ensemble Of The Trondheim Symphony Orchestra) (A)
  4. Yggdrasil (Tove Ramlo-Ystad és Cantus) (A)
- Dmitriy Lipay
  1. Adès: Dante (Gustavo Dudamel & Los Angeles Philharmonic) (A) Fandango (Gustavo Dudamel, Anne Akiko Meyers és a Los Angeles Philharmonic) (A)
  2. Price: Symphony No. 4; Dawson: Negro Folk Symphony (Yannick Nézet-Séguin és a Philadelphia Orchestra) (A)
  3. Rachmaninoff: The Piano Concertos & Paganini Rhapsody (Yuja Wang, Gustavo Dudamel és a Los Angeles Philharmonic) (A)
  4. Walker: Lyric For Strings; Folksongs For Orchestra; Lilacs For Voice & Orchestra; Dawson: Negro Folk Symphony (Asher Fisch és a Seattle Symphony) (A)
- Brian Pidgeon
  1. Fuchs: Orchestral Works, Vol. 1 (John Wilson és a Sinfonia Of London) (A)
  2. Music For Strings (John Wilson és a Sinfonia Of London) (A)
  3. Nielsen: Violin Concerto; Symphony No. 4 (James Ehnes, Edward Gardner és a Bergen Philharmonic Orchestra) (A)
  4. Pierre Sancan - A Musical Tribute (Jean-Efflam Bavouzet, Yan Pascal Tortelier és a BBC Philharmonic) (A)
  5. Poulenc: Orchestral Works (Bramwell Tovey és a BBC Concert Orchestra) (A)
  6. Rachmaninoff: Symphony No. 3; Voclaise; The Isle Of The Dead (John Wilson és a Sinfonia Of London) (A)
  7. Schubert: Symphonies, Vol. 3 (Edward Gardner és a City Of Birmingham Symphony Orchestra) (A)
  8. Shostakovich: Symphonies Nos. 12 & 15 (John Storgårds és a BBC Philharmonic) (A)
  9. Tchaikovsky: Orchestral Works (Alpesh Chauhan és a BBC Scottish Symphony Orchestra) (A)

#### Legjobb nem klasszikus remixelt felvétel
- Wagging Tongue (Wet Leg Remix)
  - Wet Leg, remixelő (Depeche Mode)
- Alien Love Call
  - BadBadNotGood, remixelő (Turnstile és BadBadNotGood, Blood Orange közreműködésével)
- New Gold (Dom Dolla Remix)
  - Dom Dolla, remixelő (Gorillaz, a Tame Impala és Bootie Brown közreműködésével)
- Reviver (Totally Enormous Extinct Dinosaurs Remix)
  - Totally Enormous Extinct Dinosaurs, remixelő (Lane 8)
- Workin’ Hard (Terry Hunter Remix)
  - Terry Hunter, remixelő (Mariah Carey)

#### Legjobb imerzív audióalbum
- The Diary of Alicia Keys
  - George Massenburg és Eric Schilling, imerzív keverőmérnök; Michael Romanowski, imerzív maszterelő hangmérnök; Alicia Keys és Ann Mincieli, imerzív producer (Alicia Keys)
- Act 3 (Immersive Edition)
  - Ryan Ulyate, imerzív mérnöki keverőmérnök; Michael Romanowski, imerzív maszterelő hangmérnök; Ryan Ulyate, immersive producer (Ryan Ulyate)
- Blue Clear Sky
  - Chuck Ainlay, imerzív mérnöki keverőmérnök; Michael Romanowski, imerzív maszterelő hangmérnök; Chuck Ainlay, immersive producer (George Strait)
- God of War Ragnarök (Original Soundtrack)
  - Eric Schilling, imerzív mérnöki keverőmérnök; Michael Romanowski, imerzív maszterelő hangmérnök; Kellogg Boynton, Peter Scaturro & Herbert Waltl, imerzív producer (Bear McCreary)
- Silence Between Songs
  - Aaron Short, imerzív maszterelő hangmérnök (Madison Beer)

#### Legjobb hangszeres kompozíció
- Helena’s Theme
  - John Williams, zeneszerző (John Williams)
- Amerikkan Skin
  - Lakecia Benjamin, zeneszerző (Lakecia Benjamin, Angela Davis közreműködésével)
- Can You Hear the Music
  - Ludwig Göransson, zeneszerző (Ludwig Göransson)
- Cutey and the Dragon
  - Gordon Goodwin és Raymond Scott, zeneszerzők (Quartet San Francisco, Gordon Goodwin’s Big Phat Band közreműködésével)
- Motion
  - Edgar Meyer, zeneszerző (Béla Fleck, Edgar Meyer és Zakir Hussain, Rakesh Chaurasia közreműködésével)

#### Legjobban mérnökölt klasszikus album
- Contemporary American Composers
  - David Frost és Charlie Post, hangmérnökök; Silas Brown, maszterelő hangmérnök (Riccardo Muti és a Chicago Symphony Orchestra)
- The Blue Hour
  - Patrick Dillett, Mitchell Graham, Jesse Lewis, Kyle Pyke, Andrew Scheps és John Weston, hangmérnökök; Helge Sten, maszterelő hangmérnök (Shara Nova és A Far Cry)
- Fandango
  - Alexander Lipay és Dmitriy Lipay, hangmérnökök; Alexander Lipay és Dmitriy Lipay, maszterelő hangmérnökök (Gustavo Dudamel, Anne Akiko Meyers, Gustavo Castillo és a Los Angeles Philharmonic)
- Sanlikol: A Gentleman of Istanbul – Symphony for Strings, Percussion, Piano, Oud, Ney & Tenor
  - Christopher Moretti és John Weston, hangmérnökök; Shauna Barravecchio és Jesse Lewis, maszterelő hangmérnökök (Mehmet Ali Sanlıkol, George Lernis és A Far Cry)
- Tchaikovsky: Symphony No. 5 & Schulhoff: Five Pieces
  - Mark Donahue, hangmérnök; Mark Donahue, maszterelő hangmérnök (Manfred Honeck és a Pittsburgh Symphony Orchestra)

#### Legjobban mérnökölt nem klasszikus album
- Jaguar II
  - John Kercy, Kyle Mann, Victoria Monét, Patrizio Pigliapoco, Neal H Pogue és Todd Robinson, hangmérnökök; Colin Leonard, maszterelő hangmérnök (Victoria Monét)
- Desire, I Want to Turn Into You
  - Macks Faulkron, Daniel Harle, Caroline Polachek és Geoff Swan, hangmérnökök; Mike Bozzi & Chris Gehringer, maszterelő hangmérnök (Caroline Polachek)
- History
  - Nic Hard, hangmérnök; Dave McNair, mastering engineer (Bokanté)
- Multitudes
  - Michael Harris, Robbie Lackritz, Joseph Lorge és Blake Mills, hangmérnökök (Feist)
- The Record
  - Owen Lantz, Will Maclellan, Catherine Marks, Mike Mogis, Bobby Mota, Kaushlesh Purohit és Sarah Tudzin, hangmérnökök; Pat Sullivan, maszterelő hangmérnök (Boygenius)

#### Legjobb hangszeres vagy a capella hangszerelés
- Folsom Prison Blues
  - John Carter Cash, Tommy Emmanuel, Markus Illko, Janet Robin és Roberto Luis Rodriguez, hangszerelés (The String Revolution, Tommy Emmanuel közreműködésével)
- Angels We Have Heard On High
  - Nkosilathi Emmanuel Sibanda, hangszerelés (Just 6)
- Can You Hear the Music
  - Ludwig Göransson, hangszerelés (Ludwig Göransson)
- I Remember Mingus
  - Hilario Durán, hangszerelés (Hilario Durán And His Latin Jazz Big Band, Paquito D’Rivera közreműködésével)
- Paint It Black
  - Esin Aydingoz, Chris Bacon, Alana Da Fonseca, Mick Jagger és Keith Richards, hangszerelés (Wednesday Addams)

#### Legjobb hangszeres vagy vokális hangszerelés
- In the Wee Small Hours of the Morning
  - Erin Bentlage, Jacob Collier, Sara Gazarek, Johnaye Kendrick és Amanda Taylor, hangszerelés (säje, Jacob Collier közreműködésével)
- April in Paris
  - Gordon Goodwin, hangszerelés (Patti Austin, Gordon Goodwin’s Big Phat Band közreműködésével)
- Com Que Voz (Live)
  - John Beasley és Maria Mendes, hangszereléss (Maria Mendes, John Beasley és Metropole Orkest közreműködésével)
- Fenestra
  - Godwin Louis, hangszerelés (Cécile McLorin Salvant)
- Lush Life
  - Kendric McCallister, hangszerelés (Samara Joy)

### Komolyzene

#### Legjobb zenekari előadás
- Adès: Dante
  - Gustavo Dudamel, karmester (Los Angeles Philharmonic)
- Bartók: Concerto for Orchestra; Four Pieces
  - Karina Canellakis, karmester (Netherlands Radio Philharmonic Orchestra)
- Price: Symphony No. 4; Dawson: Negro Folk Symphony
  - Yannick Nézet-Séguin, karmester (The Philadelphia Orchestra)
- Scriabin: Symphony No. 2; The Poem of Ecstasy
  - JoAnn Falletta, karmester (Buffalo Philharmonic Orchestra)
- Stravinsky: The Rite of Spring
  - Esa-Pekka Salonen, karmester (San Francisco Symphony)

#### Legjobb operafelvétel
- Blanchard: Champion
  - Yannick Nézet-Séguin, karmester; Ryan Speedo Green, Latonia Moore és Eric Owens; David Frost, producer (The Metropolitan Opera Orchestra; The Metropolitan Opera Chorus)
- Corigliano: The Lord of Cries
  - Gil Rose, karmester; Anthony Roth Costanzo, Kathryn Henry, Jarrett Ott és David Portillo; Gil Rose, producer (Boston Modern Orchestra Project & Odyssey Opera Chorus)
- Little: Black Lodge
  - Timur; Andrew McKenna Lee és David T. Little, producer (The Dime Museum; Isaura String Quartet)

#### Legjobb kórusteljesítmény
- Saariaho: Reconnaissance
  - Nils Schweckendiek, karmester (Uusinta Ensemble; Helsinki Chamber Choir)
- Carols After a Plague
  - Donald Nally, karmester (The Crossing)
- The House of Belonging
  - Craig Hella Johnson, karmester (Miró Quartet; Conspirare)
- Ligeti: Lux Aeterna
  - Ragnar Bohlin, choral director (San Francisco Symphony Chorus)
- Rachmaninov: All-Night Vigil
  - Steven Fox, karmester (The Clarion Choir)

#### Legjobb kiszenekari előadás
- Rough Magic – Roomful of Teeth
- American Stories – Anthony McGill és a Pacifica Quartet
- Beethoven for Three: Symphony No. 6, Pastorale and Op. 1, No. 3 – Yo-Yo Ma, Emanuel Ax és Leonidas Kavakos
- Between Breaths – Third Coast Percussion
- Uncovered, Vol. 3: Coleridge-Taylor Perkinson, William Grant Still & George Walker – Catalyst Quartet

#### Legjobb klasszikus hangszeres szóló
- The American Project – Vang Jü-csia; Teddy Abrams, karmester (Louisville Orchestra)
- John Luther Adams: Darkness and Scattered Light – Robert Black
- Akiho: Cylinders – Andy Akiho
- Difficult Grace – Seth Parker Woods
- Of Love – Curtis Stewart

#### Legjobb klasszikus szólóalbum
- Walking in the Dark
  - Julia Bullock, szólóista; Christian Reif, karmester (Philharmonia Orchestra)
- Because
  - Reginald Mobley, szólóista; Baptiste Trotignon, zongorista
- Broken Branches
  - Karim Sulayman, szólóista; Sean Shibe, kíséret
- 40@40
  - Laura Strickling, szólóista; Daniel Schlosberg, zongorista
- Rising
  - Lawrence Brownlee, szólóista; Kevin J. Miller, zongorista

#### Legjobb klasszikus kompendium
- Passion for Bach and Coltrane
  - Alex Brown, Harlem Quartet, Imani Winds, Edward Perez, Neal Smith és A.B. Spellman; Silas Brown & Mark Dover, producerek
- Fandango
  - Anne Akiko Meyers; Gustavo Dudamel, karmester; Dmitriy Lipay, producer
- Julius Eastman, Vol. 3: If You’re So Smart, Why Aren’t You Rich?
  - Christopher Rountree, karmester; Lewis Pesacov, producer
- Mazzoli: Dark with Excessive Bright
  - Peter Herresthal; Tim Weiss, karmester; Hans Kipfer, producer
- Sardinia
  - Chick Corea; Chick Corea és Bernie Kirsh, producerek
- Sculptures
  - Andy Akiho; Andy Akiho és Sean Dixon, producerek
- Zodiac Suite
  - Aaron Diehl Trio és The Knights; Eric Jacobsen, karmester; Aaron Diehl és Eric Jacobsen, producerek

#### Legjobb kortárs klasszikus kompozíció
- Montgomery: Rounds – Jessie Montgomery, zeneszerző (Awadagin Pratt, A Far Cry & Roomful of Teeth)
- Adès: Dante – Thomas Adès, zeneszerző (Gustavo Dudamel és a Los Angeles Philharmonic)
- Akiho: In That Space, At That Time – Andy Akiho, zeneszerző (Andy Akiho, Ankush Kumar Bahl és az Omaha Symphony)
- Brittelle: Psychedelics – William Brittelle, zeneszerző (Roomful of Teeth)
- Mazzoli: Dark with Excessive Bright – Missy Mazzoli, zeneszerző (Peter Herresthal, James Gaffigan és a Bergen Philharmonic)

## Különdíjak
| MusiCares Az év személye - Jon Bon Jovi Életmű-díj - Donna Summer - Gladys Knight - Laurie Anderson - N.W.A - Tammy Wynette - The Clark Sisters Kurátorok díja - Peter Asher - DJ Kool Herc - Joel Grey | Technikai díj - Tom Kobayashi - Tom Scott Oktatói díj - Pamela Dawson Dr. Dre Globális Hatás-díj - Jay-Z Legjobb dal társadalmi változásért - Refugee – K’naan, Gerald Eaton és Steve McEwan |

## Statisztika
| Előadó            | Díj |
| ----------------- | --- |
| Phoebe Bridgers   | 4   |
| Boygenius         | 3   |
| Killer Mike       | 3   |
| Victoria Monét    | 3   |
| SZA               | 3   |
| Fred Again        | 2   |
| André 3000        | 2   |
| Jack Antonoff     | 2   |
| Miley Cyrus       | 2   |
| Billie Eilish     | 2   |
| Béla Fleck        | 2   |
| Jason Isbell      | 2   |
| Lecrae            | 2   |
| Finneas O’Connell | 2   |
| Paramore          | 2   |
| Taylor Swift      | 2   |

| Előadó           | Jelölések |
| ---------------- | --------- |
| SZA              | 9         |
| Phoebe Bridgers  | 7         |
| Serban Ghenea    | 7         |
| Victoria Monét   | 7         |
| Jack Antonoff    | 6         |
| Jon Batiste      | 6         |
| Brandy Clarke    | 6         |
| Boygenius        | 6         |
| Miley Cyrus      | 6         |
| Billie Eilish    | 6         |
| Ludwig Göransson | 6         |
| Olivia Rodrigo   | 6         |
| Taylor Swift     | 6         |

## In Memoriam
- Tony Bennett
- Harry Belafonte
- Astrud Gilberto
- Robbie Robertson
- Wayne Shorter
- Bill Lee
- Jerry Moss
- Les McCann
- Peter Schickele
- Tom Smothers
- Carla Bley
- André Watts
- Denny Laine
- Dick Waterman
- Chita Rivera
- Jimmy Buffett
- Shane MacGowan
- Mary Weiss
- Jane Birkin
- Wayne Kramer
- Jim Ladd
- Andy Rourke
- David Lindley
- Szakamoto Rjúicsi
- David Jolicoeur
- Randy Meisner
- Charlie Robison
- Michael Rhodes
- Gary Rossington
- María Jiménez
- Melinda Wilson
- Gary Wright
- Sinéad O’Connor
- Burt Bacharach
- Cynthia Weil
- Seymour Stein
- Terry Kirkman
- Phil Quartararo
- George Winston
- Jaquelyne Ledent-Vilain
- Charlie Monk
- Menahem Pressler
- Melanie
- Ahmad Jamal
- Clarence Avant
- Rudolph Isley
- Jean Knight
- Sixto Rodriguez
- Marlena Shaw
- Jerry Bradley
- Russell Batiste Jr.
- Jeffrey Foskett
- Rita Lee
- Royal Blakeman
- Bobby Caldwell
- Aaron Spears
- DJ Mark the 45 King
- Gangsta Boo
- Chris Strachwitz
- Kris L. Claver
- Magoo
- Kendall A. Minter
- Gordon Lightfoot
- Tina Turner